# Prost AP03
La Prost AP03 è una vettura di Formula 1, la quarta prodotta dall'omonima scuderia, con cui venne affrontato il Campionato mondiale di Formula 1 2000. Progettata da Alan Jenkins in collaborazione con Loïc Bigois e John Barnard, era guidata da Jean Alesi e Nick Heidfeld.
Tra le vetture prodotte dalla casa francese fu quella che ottenne i risultati più negativi, in quanto nessuno dei due piloti riuscì mai a raggiungere la zona punti e per ventidue volte furono costretti al ritiro, nella maggior parte dei casi per guasti meccanici. Alesi, in particolare, individuò le cause della mancata competitività in un motore, il Peugeot, poco affidabile e competitivo, e nell'aerodinamica. Il pilota transalpino lamentò anche la scarsa organizzazione e la mancanza di prove continuative per lo sviluppo della monoposto.

## Preparazione della stagione

### Organizzazione tecnica
In preparazione del Campionato mondiale di Formula 1 2000, Alain Prost decise di apportare diversi cambiamenti all'interno della propria squadra. Nel fine settimana del Gran Premio di Francia 1999, venne annunciato l'arrivo come direttore tecnico di Alan Jenkins, già progettista della Stewart, in sostituzione di Bernard Dudot. Jenkins e Prost avevano già collaborato insieme in McLaren a metà degli anni '80. A loro venne affiancato come nuovo direttore sportivo John Walton, in uscita dalla Arrows, che stava concludendo con il suo precedente team una vertenza legale.
Furono invece confermati Loïc Bigois nel suo ruolo di responsabile del progetto della nuova monoposto, che poté giovare di maggiori fondi per lo studio dell'aerodinamica, e John Barnard come consulente. L'organico, inoltre, venne potenziato e arrivò a contare 250 unità.

### Scelta dei piloti
Già nel corso dell'estate 1999, Jarno Trulli stava trattando con la Jordan il suo ingaggio per la stagione 2000, che venne ufficializzato in occasione del Gran Premio del Belgio. Per sostituirlo, Prost prese contatti con Jean Alesi, che aveva avuto come compagno di squadra nel 1991 in Ferrari e con cui aveva un rapporto di reciproca amicizia. Alesi firmò un contratto biennale per il valore di circa 10 milioni di dollari. Come secondo pilota venne invece ingaggiato Nick Heidfeld, campione di Formula 3000, e pilota gravitante in orbita Mercedes. Oltre a lui vennero sondati Olivier Panis, per un eventuale rinnovo, e Stéphane Sarrazin.

## Carriera agonistica

### Test invernali
Nei test invernali la vettura compì appena trecento chilometri di prove, ragion per cui si presentò al primo appuntamento mondiale con pochi dati a disposizione sul comportamento della vettura.

### La stagione

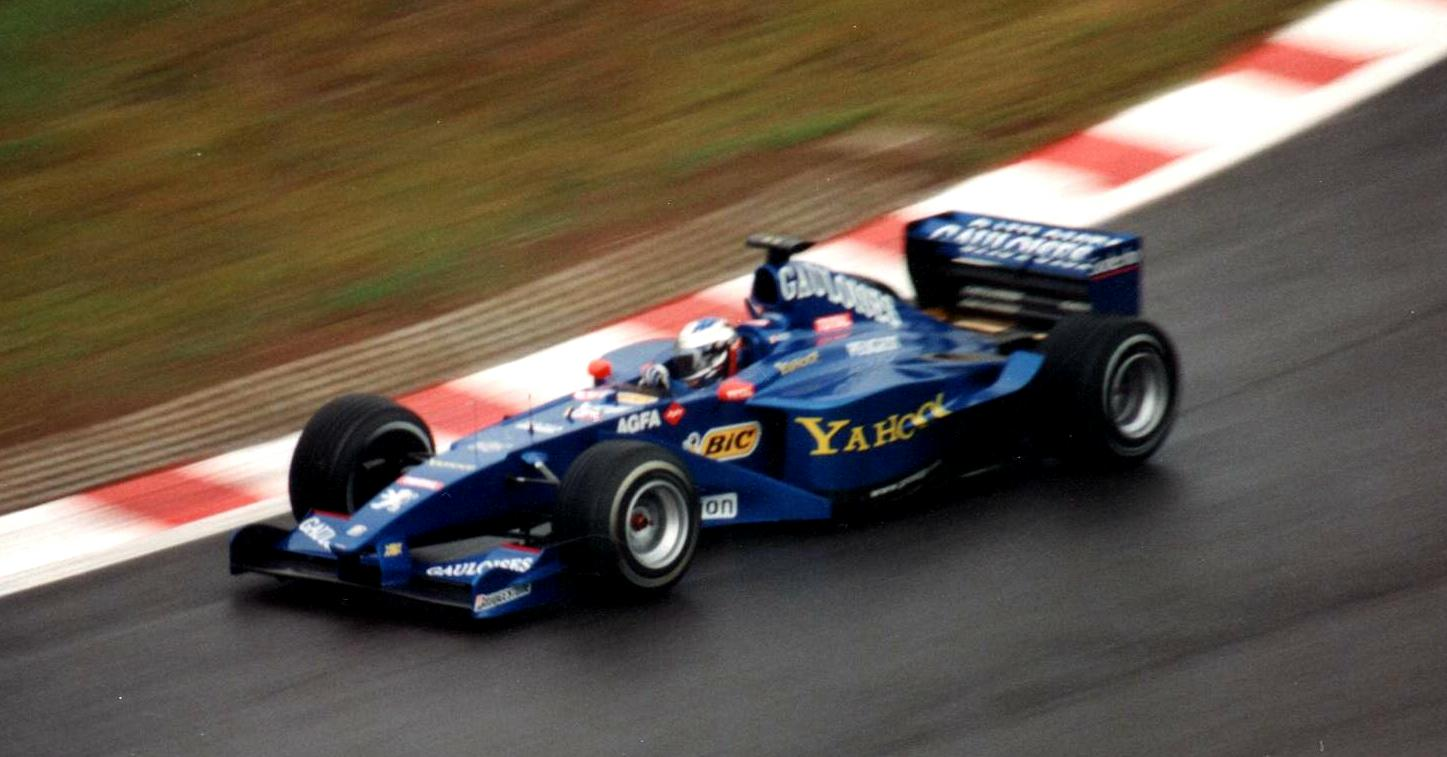
Alesi al Gran Premio del Belgio, concluso con un ritiro

Il team, nonostante un budget elevato, dovuto agli sponsor come PlayStation, Bic, Gauloises e Yahoo, visse la peggior stagione della sua storia. Durante l'anno la vettura si dimostrò lenta e scarsamente affidabile. Questo aspetto fu evidente già al primo appuntamento mondiale in Australia, dove Jean Alesi non concluse la gara per un problema all'elettronica, mentre Heidfeld giunse al traguardo, ma in 9ª e ultima posizione, staccato di 2 giri dal vincitore Michael Schumacher. L'unica dimostrazione di competitività che si poté vedere fu a Montecarlo dove Alesi conquistò un insperato settimo posto in qualifica. In gara il francese mantenne la sua posizione fino al 29º giro, quando fu costretto a ritirarsi per la perdita di un semiasse. In Belgio invece con la pista ancora bagnata Alesi nei primi giri decise di montare gli pneumatici d'asciutto e grazie a questa mossa risalì fino alla zona punti, ma la sua gara finì al 32º giro per un guasto alla pompa della benzina. Ma il punto più basso della stagione fu toccato in Austria dove Alesi, tentando di sorpassare Heidfeld lo speronò e causò il ritiro di entrambi, facendo capire che all'interno della squadra qualcosa non andava. Per la prima volta nella sua storia il team non ottenne punti e chiuse il campionato all'ultimo posto, perdendo anche la battaglia con la Minardi per la 10ª piazza in classifica. Il miglior risultato fu l'ottavo posto di Heidfeld, conquistato a Monaco. Inoltre nel corso della stagione, tra test, prove e gara, vennero registrate ben 54 rotture ai propulsori Peugeot. 

#### Risultati completi
| Anno | Team             | Motore              | Gomme | Piloti   |     |     |     |     |     |    |     |     |    |     |     |     |     |     |     |     |     | Punti | Pos. |
| ---- | ---------------- | ------------------- | ----- | -------- | --- | --- | --- | --- | --- | -- | --- | --- | -- | --- | --- | --- | --- | --- | --- | --- | --- | ----- | ---- |
| 2000 | Prost Grand Prix | Peugeot A20 3.0 V10 | B     | Alesi    | Rit | Rit | Rit | 10  | Rit | 9  | Rit | Rit | 14 | Rit | Rit | Rit | Rit | 12  | Rit | Rit | 11  | 0     | 11º  |
| 2000 | Prost Grand Prix | Peugeot A20 3.0 V10 | B     | Heidfeld | 9   | Rit | Rit | Rit | 16  | SQ | 8   | Rit | 12 | Rit | 12  | Rit | Rit | Rit | 9   | Rit | Rit | 0     | 11º  |